# 岡地嶺
岡地嶺（おかじ みね、1931年1月11日- ）は、日本の英文学者、中央大学名誉教授。
埼玉県出身。青山学院大学文学部英文科卒、同大学院博士課程中退。中央大学商学部助教授、教授、2001年定年、名誉教授。英国ロマン派が専門。

## 著書
- 『ワーヅワスのルーシー詩篇鑑賞と研究』開文社 1962
- 『イギリスの詩と批評』泰文堂 1975
- 『イギリス・ロマン主義と啓蒙思想』中央大学出版部 1989
- 『ロバート・バーンズ 人・思想・時代』開文社出版 1989
- 『英国墓碑銘文学序説 詩人篇』中央大学出版部 中央大学学術図書 2000

### 共著
- 『英詩読本』荒牧鉄雄共著 開文社 1959
- 『英文学読本』荒牧鉄雄共著 開文社 1960

### 翻訳
- A.C.ダウナー『キーツのオード研究』文修堂 1963
- 『キーツ詩集』文修堂 1965　泰文堂 1979
- 『十九世紀英米詩論集』訳編 文修堂 1969
- ヴァーノン・ホール『ヨーロッパ文芸批評史』中央大学出版部 1979
- 『イギリス詩論集』訳編 中央大学出版部 中央大学学術図書 1980-81
- H.N.ブレイルズフォード『フランス革命と英国の思想・文学』中央大学出版部 1982

## 論文
- ＜岡地嶺